# Super Bowl IX
O Super Bowl IX foi a partida que decidiu a temporada de 1974 da NFL, realizada no Tulane Stadium, em Nova Orleans, Louisiana, no dia 12 de janeiro de 1975. Na decisão, o Pittsburgh Steelers, representante da AFC, bateu o Minnesota Vikings, representante da NFC, por 16 a 6, garantindo o primeiro Super Bowl na história da franquia. O MVP da partida foi o running back do time vencedor, Franco Harris.
Este jogo viu as duas melhores defesas da NFL em campo, além de dois futuros quarterbacks que iriam para o Hall da Fama. Liderados por Terry Bradshaw e a defesa "Curtina de Ferro", os Steelers avançaram para o seu primeiro Super Bowl após terminar a temporada regular com dez vitórias, três derrotas e um empate, vencendo nos playoffs o Buffalo Bills e o Oakland Raiders. Os Vikings eram liderados pelo quarterback Fran Tarkenton e sua defesa apelidada de "Comedores roxos de pessoas"; eles avançaram para o seu segundo Super Bowl seguido (e o terceiro da história da franquia) após terminar a temporada com dez vitórias e quatro derrotas e derrotar o St. Louis Cardinals e o Los Angeles Rams na pós-temporada.
O primeiro tempo do Super Bowl IX foi dominado pelas defesas, com apenas uma pontuação feita por safety (a primeira vez que tal pontuação ocorreu num Super Bowl) quando Tarkenton foi derrubado na sua própria end zone. Os Steelers então recuperaram um fumble no kickoff do segundo tempo e então o fullback Franco Harris marcou um touchdown terrestre de nove jardas. Os Vikings reduziram a diferença para 9 a 6, no começo do quarto período ao recuperar um punt bloqueado na endzone de Pittsburgh, marcando o touchdown, mas os Steelers então conduziram um drive de 66 jardas para um touchdown de recepção de quatro jardas de Larry Brown, que matou o jogo.
No total, os Steelers limitou os Vikings no Super Bowl a apenas nove first downs (um recorde), 119 jardas ofensivas, 17 jardas terrestres e nenhum ponto marcado pelo ataque (a única pontuação feita por Minnesota foi após o bloqueio de um punt, sendo que eles falharam ainda no extra point). Os Steelers conquistou este título apesar de terem perdido para contusão os linebackers Andy Russell e Jack Lambert, sendo substituídos por Ed Bradley e Loren Toews no segundo tempo. Por outro lado, Pittsburgh conseguiram 333 jardas de ataque. Harris, que correu para 158 jardas (um recorde no Super Bowl e foi ainda mais jardas que todo o ataque de Minnesota na partida) e marcou um touchdown, foi nomeado como o MVP do Super Bowl.

## Pontuações
- 1º Quarto
- Não houve pontuação
- 2º Quarto
- PIT - Safety: Fran Tarkenton derrubado (sack) na end zone por Dwight White 2-0 PIT
- 3º Quarto
- PIT - TD: Franco Harris, corrida de 9 jardas (ponto extra: chute de Roy Gerela) 9-0 PIT
- 4º Quarto
- MIN - TD: Terry Brown recupera a bola na end zone após o bloqueio de um punt (ponto extra: chute falhou) 9-6 PIT
- PIT - TD: Larry Brown, passe de 4 jardas de Terry Bradshaw (ponto extra: chute de Roy Gerela) 16-6 PIT